# 非弾性衝突 (エリザベス・ベアの小説)
『非弾性衝突』（ひだんせいしょうとつ、Inelastic Collisions）は、アメリカの作家エリザベス・ベアによる短編ホラー小説。
2007年にアンソロジー『Inferno:New Tales of Terror and Supernatural』のために書き下ろされた。続いて同アンソロジーを手掛けたエレン・ダトロウが、2014年に『ラヴクラフトの怪物たち』に再録した。2019年に単行本と共に邦訳された。
タイトルはそのまま、非弾性衝突のことであり、作中で堕天使たちが行うビリヤードのエイトボールを指す。翻訳者は、なぜビリヤードがラヴクラフトに繋がるのかはぜひ読み解いてみて欲しいと述べている。
収録単行本『ラヴクラフトの怪物たち』にて、怪物「ティンダロスの犬」を担う。作品単体では、ティンダロスの犬について詳細な説明がなく、「天使（堕天使）」や「犬」と呼称される。

## 作品解説

### 登場人物
- タマラ - 姉。髪型はレザーカット。本作は彼女の視点で描かれる。
- グレッチェン - 妹。
- ピンキー・ギルマン - 車椅子の男。ビリヤードの達人。

### あらすじ
時間の守護者である彼女と妹は、時間を乱した魔術師に裁きを与えることに失敗し、主の加護を失って地上へと降ろされる。生きていては汚れ、死ねば腐る肉の器は、檻に等しかった。他の姉妹たちのいる天井に戻るために手柄を挙げねばならない二人は、タマラ、グレッチェンという人名を名乗り、ビリヤードで賭けをして生計を立てる。
タマラはある男性に勝利し、金の次は肉だと狙いをつけ、油断させようとほほ笑んだところ、逆に警戒されて逃げられる羽目となる。続いて2軒目の店で勝利したところ、車椅子の男ピンキー・ギルマンに声をかけられる。タマラは簡単に勝てると思っていたが、予想に反しピンキーが勝利する。続くグレッチェンは彼に勝利するも、先手を取れたからの僅差にすぎなかった。天使である自分たちに勝てる人間がいるなど、タマラは信じられなかった。ピンキーはもうひとゲームを提案し、「負けたらディナーに招待、勝ったら僕に食事を作ってくれないか」と条件を出す。
ピンキーの家に呼ばれた姉妹は、キッチンで朝食を作る。ピンキーは「もし自分がきみたちなら、もっとうまくやる」と言い、姉妹は彼もまた天使であることを察する。未知の異神に仕える者を前に姉妹は臨戦態勢をとるも、ピンキーは余裕をもって優しげに語りかける。グレッチェンは「汚れたくない」「飢えに苦しみたくない」とつぶやくも、ピンキーは「地上世界に来たのだから汚れていく」と説き、続けて「きみたちは、もう天使には戻れない」「僕も堕ちた天使だからよく知っているよ」と、片手を広げて指の間の水かきを見せる。

### 解説
怪物の固有名詞は登場せず、名前は伏せられているが、ティンダロスの犬を題材とした短編である。「主に仕える者」「犬」と表現され、さらに天使（堕天使）にも形容される。
既存の「ティンダロスの犬」を独自にアレンジしたものとなっている。フランク・ベルナップ・ロングはティンダロスの犬を「時間が生まれるよりも前に行われたある行為により、清浄と不浄のうち不浄を体現する者となった」と記し、ラヴクラフトは犬とアザトースの関係を示唆した。本作では、既存とは逆に犬側の視点から語られ表現されている。
ピンキー・ギルマンは、自分はかつて「蛙の父」に仕えていたと述べており、またギルマンはインスマス四名家の一つと同姓である。こちらも怪物名は伏せられているが、「深みのものども」に関わる人物である。

## 収録
- 新紀元社『ラヴクラフトの怪物たち 上』植草昌実訳